# Batalha de Stoke Field
A Batalha de Stoke Field em 16 de junho de 1487 pode ser considerada a última batalha da Guerra das Rosas, uma vez que foi o último grande confronto entre candidatos ao trono cujas reivindicações derivavam da descendência das casas de Lencastre e Iorque, respectivamente. A Batalha de Bosworth Field, dois anos antes, havia estabelecido o rei Henrique VII. no trono, encerrando o governo iorquista e iniciando o dos Tudors. A Batalha de Stoke Field foi uma tentativa de destituí-lo em favor do pretendente Lambert Simnel.